# Swartzia foliolosa
Swartzia foliolosa är en ärtväxtart som beskrevs av John Macqueen Cowan. Swartzia foliolosa ingår i släktet Swartzia och familjen ärtväxter. Inga underarter finns listade i Catalogue of Life.